# Liste der Monuments historiques in Ormoy-Villers
Die Liste der Monuments historiques in Ormoy-Villers führt die Monuments historiques in der französischen Gemeinde Ormoy-Villers auf.

## Liste der Bauwerke
| Bezeichnung      | Beschreibung                  | Standort | Kennzeichnung | Schutzstatus | Datum | Bild           |
| ---------------- | ----------------------------- | -------- | ------------- | ------------ | ----- | -------------- |
| Kirche St-Martin | Erbaut im 13./14. Jahrhundert | (Lage)   | PA00114794    | Inscrit      | 1970  | weitere Bilder |